# Nier: Automata
Nier: Automata — компьютерная игра в жанре Action/RPG с открытым миром, разработанная японской студией Platinum Games и выпущенная компанией Square Enix для Microsoft Windows и PlayStation 4 в 2017 году. В последующие годы игра была портирована на Xbox One и Nintendo Switch.
Действие Automata происходит в том же постапокалиптическом мире, что и в Nier (2010), но тысячи лет спустя, на фоне прокси-войны между человечеством и инопланетными захватчиками, в которой с обеих сторон сражаются роботы. Герои игры, девушка-воин 2B, её спутник 9S и беглый прототип A2, — неотличимые от людей андроиды; им противостоят «машины» разных форм и размеров. Сюжет игры требует нескольких прохождений, в каждом из которых раскрываются новые повороты истории. Геймплей игры включает в себя управление персонажем-андроидом от третьего лица, сражающегося с применением холодного оружия; но в отдельных эпизодах геймплей может заметно меняться, подражая играм самых разных жанров — от шутера с боковой прокруткой до текстового квеста.
Разработкой Automata, как и Nier, занимались геймдизайнер Ёко Таро, продюсер Ёсукэ Сайто и композитор Кейити Окабэ; над дизайном персонажей работал художник Акихико Ёсида. Разработчики желали создать достойное продолжение Nier с более удобной и интересной боевой системой — ради этого была привлечена известная своими экшн-играми студия Platinum Games. Сценарий игры, написанный самим Ёко, исследует с философской точки зрения темы любви, убийства и ценности жизни. По словам Таро, больше всего его вдохновил «Евангелион», поэтому особой оригинальности в Nier: Automata нет.
На протяжении лет разработчики выпускали основанные на игре произведения в разных форматах — книги, театральные постановки с живыми актёрами, аниме-сериал; персонажи Automata появлялись в других играх в качестве кроссовера. Игра получила высокие оценки прессы: критики высоко оценили сюжет, темы, геймплей и музыкальное сопровождение игры, хотя и сетовали на некоторые технические проблемы, особенно чувствительные в версии для Microsoft Windows. В отличие от Nier, Automata добилась большого коммерческого успеха — под конец 2024 года её продажи по всему миру достигли 9 миллионов копий.

## Игровой процесс
Nier: Automata — игра с видом от третьего лица в жанре Action/RPG с открытым миром. Как и в Nier, в отдельных эпизодах игры геймплей игры может заметно меняться, и соответственно меняется управление и положение камеры — по мере прохождения Automata может выглядеть то как шутер с боковой прокруткой, то как shoot ’em up с видом сверху, то как псевдотрёхмерный платформер, то как текстовый квест. Игрок поочередно управляет несколькими героями — андроидами из отряда YoRHa; каждого из них сопровождает «под» — летающий робот-помощник. В качестве врагов в игре выступают «машины» самых разнообразных, часто неожиданных форм и размеров — роботы-самураи, танки, металлические сферы. Герои преимущественно перемещаются по миру игры пешком, но Automata также позволяет укрощать диких животных и ездить на них верхом, а в некоторых сегментах — пилотировать летающие мехи и сражаться с врагами в воздухе. В мире игры есть многочисленные спрятанные предметы и побочные задания, и ожидается, что игрок будет тщательно исследовать мир, чтобы найти такие секреты — в некоторых случаях такой поиск нужен и для того, чтобы продвинуться дальше по сюжету. Игрок может найти в Automata дружественных неигровых персонажей и мирные поселения с магазинами, где можно купить полезные предметы.
Важное место в игровом процессе занимают сражения с использованием холодного оружия (представлено одноручными и двуручными мечами, копьями и боевыми перчатками); в этих сражениях игровой персонаж должен уворачиваться от вражеских ударов и атаковать сам; в его распоряжении есть разные виды ударов — «быстрые» и «тяжёлые», которые можно совмещать в смертоносные комбинации, а также выстрелы, которые делает робот-помощник. Уклонение на короткое время делает персонажа неуязвимым, позволяя избежать урона. Герои могут носить с собой два комплекта оружия и мгновенно переключаться между ними, даже в ходе длинной комбинации ударов. Характерной игровой ситуацией, проявляющейся во многих режимах игры, является bullet hell, когда на экране присутствует множество выпущенных врагами снарядов, выстраивающихся в волны и геометрические фигуры; от игрока требуется избегать их, чтобы не потерять здоровье и не проиграть бой. Подобная система используется и в «хакерской» мини-игре со взломом враждебных машин.
В ходе игры персонажи получают очки опыта — с новыми уровнями повышается здоровье, сила атаки и защита. Игрок может найти в мире разнообразное оружие и улучшать его, дополнительно повышая силу атаки или длину комбинаций ударов, которые можно им нанести. Особые предметы-«чипы» позволяют гибко настроить персонажа — эти чипы могут повысить его характеристики или дать новые способности и функции, однако количество одновременно установленных чипов ограничено объёмом «памяти» андроида — если она переполнена, для установки новых чипов нужно извлечь старые. Некоторые чипы, установленные с самого начала игры, отвечают за элементы интерфейса, как отображение уровня здоровья персонажа или миникарты; игрок может извлечь их, если хочет добровольно усложнить себе игру. Особый вид чипов — «авточипы» — позволяют отчасти автоматизировать геймплей: при установке такого чипа персонаж выполняет определённые действия, например, уклонение или использование предметов, автоматически.
В Automata есть в общей сложности 26 концовок, обозначенных буквами латинского алфавита от A до Z; впрочем, лишь пять из них, обозначенные A, B, C, D и E, являются «основными», а остальные 21 — шуточными вариантами game over, к которому игра может прийти, если игрок проиграет определённые сражения или не выполнит каких-либо обязательных условий. Игра рассчитана на несколько последовательных прохождений, и в каждом следующем — по мере открытия предыдущих «основных» концовок — раскрываются новые сюжетные события и несколько отличается геймплей.

## Сюжет
В 5012 году н. э. неизвестная инопланетная раса с помощью машинных форм жизни атакует и захватывает Землю. Люди, не в силах противостоять захватчикам, эвакуируются на Луну.
В течение следующих 8 тысяч лет человечество предпринимает попытки освободить родную планету с помощью созданных ими боевых андроидов. Так зарождается проект YoRHa.
Первое и второе прохождения
В центре событий находятся отношения и приключения андроидов 2B и 9S. Первая — боевой андроид с ангельской внешностью и холодной выдержкой; второй же — непоседливый и юркий андроид-сканер. Вдвоем им предстоит отправиться на поверхность Земли и противостоять беспощадному врагу. В этом им будут помогать лидер местного сопротивления Анемона, верные Поды, и строгая, но справедливая, Командир YoRHa.
По ходу выполнения миссий командования 2B и 9S обнаруживают, что машины во всем пытаются копировать людей. Они даже находят деревню пацифистов во главе с Паскалем. Апофеозом подражания машин людям станет появление Адама и Евы — первых человекоподобных машин. Разочаровавшись в собственных создателях, те убили их и сделали смыслом жизни постижение человеческой природы.
Особняком стоит андроид-дезертир А2, которая, в противовес машинам, наоборот, разочаровалась как в YoRHa, так и в её целях, а потому находится в бегах.
Адам пленит и пытает 9S, однако того выручает 2B, убивая Адама и спасая напарника. В госпитале 9S обнаруживает сбой на серверах YoRHa и узнает, что человечество вымерло задолго до вторжения инопланетян. Единственное наследие человечества — это сервер на Луне, на котором хранятся останки неполного генома людей и с которого приходят указания андроидам. YoRHa увековечивает миф о существовании людей, чтобы поддерживать боевой дух и дать андроидам «бога», за которого можно жить и умирать.
После смерти Адама Ева сходит с ума и заражает подконтрольные себе машины логическим вирусом.
Андроиды побеждают Еву, однако вирус передается 9S. 2B в слезах вынуждена задушить своего напарника, с горечью замечая, что «это всегда так заканчивается».
Неожиданно оказывается, что 9S сумел перенести свое сознание и воспоминание в корпус ближайшей машины, а потому не забыл 2B.
В эпилоге звучит монолог о том, что война лишь в самом разгаре.
Третье прохождение
Новая сюжетная ветвь начинается с полномасштабного вторжения андроидов на ослабленных машин.
Посреди операции андроиды и сервера YoRHa неожиданно заражаются логическим вирусом. Это приводит к уничтожению штаба YoRHa и самой организации. Атака не подействовала лишь на 2B и 9S, которые не сохранили свои данные на сервере.
Однако на Земле 2B всё же заражается и, перенеся воспоминания в свой клинок, просит появившуюся A2 убить её и избавить от мучений. Сцену убийства застает 9S, который, обезумев от горя, клянётся убить A2. Одновременно из-под земли поднимается созданная машинами таинственная белая Башня.
Повествование разделяется между A2 и 9S: первая — экспериментальный боевой андроид, множество лет подряд влачившая одиночное существование, смысл жизни которой заключался в мести машинам; второй же — агрессивный андроид-сканер, стремящийся отомстить за смерть 2B, от юношеского задора которого не осталось и следа.
По ходу сюжета A2 предстоит побороть неприязнь к машинам, в её измученной войной и предательством душе начнет теплиться сострадание к Паскалю, чью деревню разрушат враждебные машины.
9S будет пытаться проникнуть в Башню. Там он выяснит, что YoRHa изначально задумывалась не с целью выиграть, а с целью затянуть войну, дав андроидам смысл жизни. Именно поэтому черные ящики андроидов практически идентичны ядрам машин, что делало войну не только бессмысленной, но ещё и братоубийственной.
Со стороны роботов машинная сеть также понимала, что машинам нужен смысл существования. Её физические воплощения («Красные девочки») начали постепенно отключать роботов от сети, наблюдая за их поведением. Этим и объясняется неожиданно возникшее стремление тех быть похожими на людей. Не имея более создателей, отключенные машины начали искать и создавать себе новые жизненные цели. Но в конечном итоге все подобные поселения (Пустынный оазис, Лесное королевство, Культ, Парк развлечений, Деревня Паскаля) были уничтожены. Потому андроиды и машины зависели друг от друга, навечно обречённые на войну.
Находясь на грани помешания, скорбя по 2B и осознавая, что вся его жизнь протекала в бессмысленной войне и не имела смысла, на вершине Башни он встречает A2. Перед столь желанным им боем, A2 сообщает ему истинное имя 2B — 2E (Executioner). На самом деле та была специально приставлена к 9S и должна была убивать его всякий раз, как только тот в силу запрограммированной любопытности проникал в секреты YoRHa.
A2 было отказывается от боя (последним желанием 2B была просьба позаботиться о 9S), однако тот всё равно её атакует, и девушке приходится защищаться.
Если в бою игрок выбирает А2, то в концовке та спасает 9S и жертвует собой, чтобы разрушить башню. Если был выбран 9S, два андроида убивают друг друга; в последнюю минуту Адам предлагает сканеру присоединиться к ним, поскольку башня является ковчегом содержащим воспоминания машин, чтобы найти новый обитаемый мир.
У обеих концовок есть скрытое продолжение. Поды 042 и 153 в течение всего сюжета наблюдали за героями и привязались к ним. А потому, игнорируя приказ об удалении всех данных YoRHa, могут восстановить 2B, 9S и A2. Начинаются интерактивные титры в форме bullet-hell, в ходе которой игроку нужно пойти против создателей игры и уничтожить титры. Терпя несколько поражений и выбирая не сдаваться, на помощь игроку приходят другие игроки, делая его сильнее. Затем игроку предоставляется возможность написать сообщение поддержки и пожертвовать своими сохранениями и инвентарём, чтобы помочь другим игрокам.

## Саундтрек
Написанием саундтрека к игре занималась студия MONACA во главе с Кейити Окабэ. Оригинальный трёхдисковый альбом, содержащий в себе игровые композиции и вариации к ним, был выпущен 29 марта 2017 года.
Специально для музыкального сопровождения Nier и Nier: Automata был разработан так называемый «язык хаоса» — искусственный язык, на котором исполняется большинство композиций игры. Язык является смешением немецкого, венгерского, валлийского, японского, французского и латинского диалектов, и, по словам Ёко Таро, необходим для полного погружения в атмосферу игры, от которой могут отвлекать записанные на знакомом игроку языке песни. Вокалистками выступили Эми Эванс и Нами Накагава, а альтернативные версии некоторых композиций были исполнены: на английском Ж’Ник Николь, и на японском Мариной Кавано.
| №   | Название                                                 | Длительность |
| --- | -------------------------------------------------------- | ------------ |
| 1.  | «Significance» (Nothing)                                 | 2:38         |
| 2.  | «City Ruins (Rays of Light)»                             | 6:21         |
| 3.  | «Peaceful Sleep»                                         | 6:49         |
| 4.  | «Memories of Dust»                                       | 5:27         |
| 5.  | «Birth of a Wish»                                        | 4:38         |
| 6.  | «The Color of Depression»                                | 3:15         |
| 7.  | «Amusement Park»                                         | 6:17         |
| 8.  | «A Beautiful Song»                                       | 4:04         |
| 9.  | «Voice of no Return» (Guitar)                            | 3:50         |
| 10. | «Grandma (Destruction)»                                  | 5:28         |
| 11. | «Faltering Prayer (Dawn Breeze)»                         | 3:10         |
| 12. | «Emil's Shop»                                            | 5:26         |
| 13. | «Treasured Times»                                        | 3:43         |
| 14. | «Vague Hope (Cold Rain)»                                 | 3:34         |
| 15. | «Weight of the World» (English Version)                  | 5:43         |
| 16. | «Significance» (Voiced)                                  | 2:38         |
| 17. | «City Ruins (Shade)»                                     | 5:59         |
| 18. | «End of the Unknown»                                     | 4:29         |
| 19. | «Voice of no Return» (Normal)                            | 2:50         |
| 20. | «Pascal»                                                 | 4:45         |
| 21. | «Forest Kingdom»                                         | 5:50         |
| 22. | «Dark Colossus (Kaiju)»                                  | 6:03         |
| 23. | «Copied City»                                            | 3:57         |
| 24. | «Wretched Weaponry» (Medium/Dynamic)                     | 7:02         |
| 25. | «Possessed by Disease»                                   | 5:00         |
| 26. | «Broken Heart»                                           | 3:28         |
| 27. | «Wretched Weaponry» (Quite)                              | 3:04         |
| 28. | «Mourning»                                               | 4:49         |
| 29. | «Dependent Weakling»                                     | 5:03         |
| 30. | «Weight of the World Kowaretasekainouta — Marina Kawano» | 5:43         |
| 31. | «Rebirth & Hope»                                         | 0:35         |
| 32. | «War & War»                                              | 4:31         |
| 33. | «Crumbling Lies (Front)»                                 | 3:24         |
| 34. | «Widespread Illness»                                     | 3:17         |
| 35. | «Fortress of Lies»                                       | 2:47         |
| 36. | «Vague Hope (Spring Rain)»                               | 4:38         |
| 37. | «Song of the Ancients (Atonement)»                       | 5:07         |
| 38. | «Blissful Death»                                         | 2:34         |
| 39. | «Emil (Despair)»                                         | 4:44         |
| 40. | «Faltering Prayer (Starry Sky)»                          | 3:43         |
| 41. | «Alien Manifestation»                                    | 6:25         |
| 42. | «The Tower»                                              | 7:42         |
| 43. | «Bipolar Nightmare»                                      | 4:57         |
| 44. | «The Sound of the End»                                   | 5:23         |
| 45. | «Weight of the World / Nouveau-FR Version (Emi Evans)»   | 5:43         |
| 46. | «Weight of the World / The End of YoRHa»                 | 5:38         |

В дальнейшем Square Enix выпустила ещё несколько альбомов, представляющих собой 8-битную, оркестровую и аранжированную версии оригинала, а также не вошедшие в игру саундтреки.
В целом, музыкальное сопровождение Nier: Automata выделяется как одно из главных достоинств всей игры, запоминающиеся композиции Окабэ пришлись по душе и критикам, и простым обывателям, подчёркивая и дополняя игровой мир.

## Отзывы
| Сводный рейтинг       | Сводный рейтинг                        |
| Агрегатор             | Оценка                                 |
| --------------------- | -------------------------------------- |
| GameRankings          | - 88,84 % (PS4) - 92,33 % (XONE)       |
| Metacritic            | 88/100 (PS4) 84/100 (PC) 90/100 (XONE) |
| Иноязычные издания    |                                        |
| Издание               | Оценка                                 |
| Destructoid           | 9/10                                   |
| Game Informer         | 7,75/10                                |
| GameSpot              | 9/10                                   |
| GamesRadar+           | [ 26 ]                                 |
| IGN                   | 8,9/10                                 |
| Polygon               | 8,0/10                                 |
| Русскоязычные издания |                                        |
| Издание               | Оценка                                 |
| Riot Pixels           | 91 %                                   |
| StopGame.ru           | Похвально                              |
| «Игромания»           | 8,0/10                                 |
| «Игры Mail.ru»        | 9/10                                   |
| «Канобу»              | 8/10                                   |
| «НИМ»                 | 7,8/10                                 |

В основном Nier: Automata получила высокие оценки и положительные отзывы от критиков. На агрегаторе оценок Metacritic игра имеет 88 баллов из 100 на основе 94 рецензий на версию для PlayStation 4, 90 баллов из 100 рецензий на версию Xbox One, а также 83 рецензии на версию для персонального компьютера.
Nier: Automata была номинирована на «лучшую историю» и «лучшую игру на PlayStation» на 35th Annual Golden Joystick Awards, а также получила награду за «лучшую музыку» и была номинирована на «лучшую историю» и «лучшую ролевую игру» на The Game Awards 2017 В 2018 году Nier: Automata заняла третье место в номинации «Ролевая игра года 2017» по мнению сайта Игромания.ру.

## Продажи
В апреле 2017 года, спустя месяц после релиза, продажи игры во всём мире — включая и отгруженные в магазины диски, и цифровые продажи — превысили один миллион копий. В сентябре 2017 года Square Enix сообщила уже о 2 миллионах проданных копий — по заявлению издателя, продажи Automata превзошли все ожидания, «напомнили миру о высоком качестве японских игр и показали значительный потенциал для дальнейшего развития франшизы». Спустя год, в июне 2018 года, издатель сообщил уже о 3 миллионах проданных копий. В июле 2018 года, благодаря уязвимости в защите Steam Web API, стало известно, что точное количество пользователей сервиса Steam, которые играли в игру хотя бы один раз, составляет 1 175 123 человек. В марте 2020 года издатель сообщил о 4,5 миллионах проданных копий. В апреле 2023 года эта цифра составила 7,5 миллионов проданных копий с момента выхода игры. Для сравнения, продажи Nier 2010 года во всём мире достигли лишь 500 тысяч копий — во много раз меньше.

## Наследие

### Аниме-сериал
Основанный на игре аниме-сериал из 12 серий вышел в январе 2023 года. За создание аниме отвечала студия A-1 Pictures; режиссёр Рёдзи Мацуяма и Таро Ёко совместно работали над сценарием. Как и ранее с игрой, за музыкальное сопровождение отвечала компания Кейити Окабэ Monaca; ключевых персонажей озвучили те же сэйю, что и в японской версии игры — Юи Исикава и Нацуки Ханаэ вернулись к ролям 2B и 9S. Аналогичным образом в английском дублированном переводе, подготовленном Crunchyroll, роли озвучили те же самые актёры, что и в английской версии игры. Лишь для Лили — нового персонажа, который не появлялся в игре — понадобился новый актёр озвучивания. Если игра требовала от игрока нескольких прохождений, в аниме они соединены в единое повествование, где в центре внимания поочерёдно находится то один, то другой герой.

## Комментарии
1. ↑  яп. ニーア オートマタ ни:а о:томата, стилизовано как NieR:Automata.